# Éric Le Sage

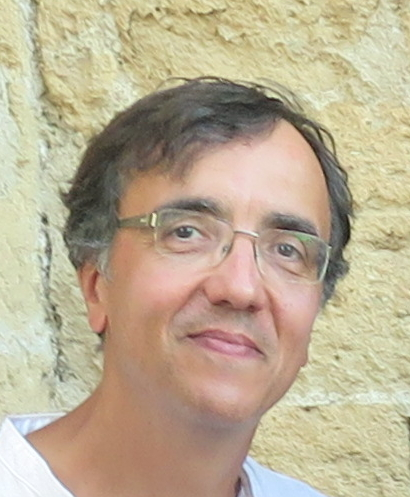
Éric Le Sage

Éric Le Sage (* 1964 in Aix-en-Provence) ist ein französischer Pianist und Hochschullehrer.
Éric Le Sage schloss im Alter von 17 Jahren sein Studium am Pariser Konservatorium ab. Es folgten Studien bei Maria Curcio in London. 1985 gewann er den Ersten Preis beim Internationalen Klavierwettbewerb in Porto, 1989 den Ersten Preis beim Internationalen Robert Schumann-Wettbewerb in Zwickau, im folgenden Jahr den Dritten Preis beim Klavierwettbewerb in Leeds.
Le Sage konzertiert weltweit als Solist, Kammermusiker und auch gemeinsam mit renommierten Orchestern.
Als besondere Schwerpunkte seiner Arbeit gelten Francis Poulenc und Robert Schumann, deren komplettes Klavierwerk Le Sage aufnahm. Für letztere, beim französischen Label Alpha erschienene Einspielung wurde er 2010 mit einem Jahrespreis der Deutschen Schallplattenkritik ausgezeichnet. Hinzu kommen weitere Auszeichnungen, etwa ein Grand Prix du Disque der Akademie Charles Cros.
Le Sage ist gemeinsam mit dem Klarinettisten Paul Meyer und dem Flötisten Emmanuel Pahud Gründer des Kammermusikfestivals Musique à l’Empéri in Salon-de-Provence. 2010 wurde er als Professor für Klavier an die Hochschule für Musik Freiburg berufen.